# Епштейн Леопольд Вікторович
Леопольд Вікторович Епштейн (5 квітня 1949, Вінниця) — американський російськомовний поет і перекладач.

## Біографія
Леопольд Вікторович Епштейн народився в єврейській родині. Батько, Віктор Абрамович Епштейн, був інженером, мати, Лія Соломонівна Ройтбурд -лікарем. У 1964—1966 рр. Леопольд навчався в Київській математичній школі-інтернаті. У 1966 році вступив на механіко-математичний факультет Московського державного університету, який закінчив в 1971. За освітою-математик. У 1971–1987 роках жив у Ростові-на-Дону і Новочеркаську. Леопольд Епштейн працював програмістом, науковим співробітником, викладачем, двірником, кочегаром.
Леопольд почав писати вірші з 1962 року. Він епізодично друкувався в радянських журналі «Дон», альманасі «Поезія». У 1983 році в журналі «Континент» вперше надрукував свої вірші під псевдонімом Леонід Бородін. З 1987 року живе в США, працював програмістом в Бостоні. З 2014 року перебуває на пенсії.

## Творчість
Леонід Бородін — автор п'яти книжок віршів. Публікувався в антології «Звільнений Улісс», журналі «Час і ми» і ін.
Леопольд Епштейн перекладав вірші з англійської грузинської, китайської мов. Він — автор перекладів творів Шекспіра, Байрона, Кітса, Джойса), Леопольд Епштейн — майстер філософсько-психологічної лірики.
Вірш Епштейна, приурочений терористичному акту 11 вересня 2001 року, з точністю і виразністю поєднує патріотичні почуття американця з світоглядним досвідом вихідця з СРСР.
У 2009 році вийшов аудіодиск його стихов у виконанні Михайла Козакова.
На думку критиків, він поет песимістичний, водночас мужній і обнадійливий.

## Твори
- Грунт: Вірші. — Бостон, 1993.
- Фрагмент: Друга книга віршів. — Tinafly: Hermitage Publ., 2001.
- Спіраль. — Вінниця: Глобус-Прес, 2008.
- Проміжний фініш. — Ростов на Дону: Фенікс 2009. — ISBN 978-5-222-15593-6
- Опиратися і не бунтувати. — Таганрог 2010